# متعدد الفينول

كرستين Quercetin، أحد البوليفينولات ويوجد في التفاح وفي البصل.

البوليفينولات أو متعددات الفينول (Polyphenole) هي مركبات عضوية عطرية تتكون من حلقة أو أكثر من حلقات فينيل مرتبطة بجزيء هيدروكسيل؛ توجد تلك المواد طبيعيا كمواد نباتية ثانوية. تكوّن تلك البوليفينولات في النبات اللون والطعم والرائحة؛ كما توجد في العفص (مادة الدباغة). تحمي تلك المواد النبات من أعدائه من الحشرات أو تجذب إليها حشرات مفيدة وعلى الأخص النحل بغرض نقل حبوب اللقاح والتخصيب.
تحمي البوليفينولات النبات من تأثيرات الأكسدة حيث تعمل كمضادات تأكسد؛ كما تحمي النبات من الأشعة فوق البنفسجية الضارة خلال عملية التمثيل الضوئي. كما تقوم البوليفينولات بتكوين البيوبوليمرات مثل الليجينين وسوبيرين Suberin.
من ضمن البوليفينولات نجد الفلافونويد وأنثوسيان وبروسيانيدين وحمض الجاويك، ومستخرجاته مثل حمض الفانيلين وحمض القرفة. ويأتي اسم بوليفينول من فينول، أي بوليفينول تعني «متعدد الفينول».